# History (televisiezender)
History (tot 20 maart 2008 The History Channel) is een op 1 januari 1995 door A&E en Sky opgerichte televisiezender. De programma's worden ook uitgezonden op zusterkanaal H2.
De programmering bestond oorspronkelijk voornamelijk uit documentaires, reconstructies en beschouwingen van historische gebeurtenissen en personen. Later verschoof het zwaartepunt naar realitytelevisie, complottheorieën, zaken gerelateerd aan het mogelijke bestaan van ufo's en religie-interpretatie.
In 2017 had de zender een marktaandeel van 0,4% (in Nederland).

## Programma's

### Doorlopend
- Ancient Aliens
- Ancient Almanac
- Ancient Discoveries
- Battle 360
- Cities of the Underworld
- Declassified
- Decoding The Past
- Drive Thru History
- Engineering an Empire
- Gangland
- Great Crimes and Trials
- Guns of the World
- Human Weapon
- Life After People
- The Lost Evidence
- Lost Treasures of the Ancient World
- Lost Worlds

- Mega Disasters
- Modern Marvels
- Monster Quest
- Mummy Forensics
- My Favourite Place
- The Naked Archaeologist
- Past Life Investigation
- Shockwave
- Targeted
- The Adventures of Young Indiana Jones (educatie/amusement)
- Tougher in Alaska
- UFO Hunters
- The Universe
- Vikings
- Voyages

### Reality
- American Pickers
- American Restoration
- Ax Men
- Cajun Pawn Stars
- Counting Cars
- The Curse of Oak Island
- Ice Road Truckers
- Ice Road Truckers: Deadliest Roads: Himalayas
- Ice Road Truckers: Deadliest Roads: The Andes

- The Legend of Shelby the Swamp Man
- Mega Movers
- Mountain Men
- Pawn Stars
- Shipping Wars
- Storage Wars
- Storage Wars New York
- Storage Wars Texas
- Swamp People

## Bereik
History is in de volgende landen te ontvangen (anno 2008):

### Europa
- België
- Denemarken
- Duitsland
- Finland
- Griekenland
- IJsland
- Italië
- Nederland

- Noorwegen
- Oostenrijk
- Portugal
- Spanje
- Verenigd Koninkrijk
- Ierland
- Zweden
- Zwitserland

### Noord-Amerika
- Canada
- Verenigde Staten

### Latijns-Amerika
- Argentinië
- Bolivia
- Brazilië
- Caraïben
- Chili
- Colombia
- Costa Rica
- Dominicaanse Republiek
- Ecuador
- El Salvador

- Guatemala
- Honduras
- Mexico
- Nicaragua
- Panama
- Peru
- Paraguay
- Puerto Rico
- Uruguay
- Venezuela

### Afrika en het Midden-Oosten
- Israël
- Midden-Oosten
- Zuid-Afrika
- Sub-Sahara Afrika
- Turkije

### Azië en Oceanië
- Australië
- India
- Sri Lanka
- Indonesië
- Japan
- Korea
- Maleisië
- Nieuw-Zeeland
- Zuidoost-Azië
- Thailand